# محسن آذرباد
محسن آذرباد (زادهٔ ۲۱ آبان ۱۳۶۸ تهران) بازیکن فوتبال اهل ایران که در پست هافبک برای باشگاه فوتبال پیکان در لیگ برتر خلیج فارس بازی می‌کند.

## دوران باشگاهی

### سیاه جامگان
وی نخستین بازی خود در لیگ برتر برای سیاه جامگان را در هفته شانزدهم لیگ شانزدهم برابر ذوب آهن انجام داد.
او همچنین نخستین گل خود برای سیاه‌جامگان در لیگ برتر را در هفته بیست و یکم لیگ شانزدهم برابر صبای قم به ثمر رساند.

## افتخارات

### باشگاهی
گل‌گهر سیرجان
- لیگ آزادگان: ۹۸–۱۳۹۷ (قهرمان و صعود به لیگ برتر خلیج فارس)

مس رفسنجان
- لیگ آزادگان: ۹۹–۱۳۹۸ (قهرمان و صعود به لیگ برتر خلیج فارس)

فردی
- بازی‌ساز فصل لیگ آزادگان: ۹۹–۱۳۹۸ (۱۸ پاس گل)[۷][۸]